# شاهبازیان
شاهبازیان (زبان ارمنی: Շահբազյան), یکی از نام‌های خانوادگی رایج در میان ارمنیان می‌باشد.
- هایک شاهبازیان
- گاگیک شاهبازیان
- پیش‌نویس:ادمن شاهبازیان